# Mesostalita kratochvili
Mesostalita kratochvili là một loài nhện trong họ Dysderidae.
Loài này thuộc chi Mesostalita. Mesostalita kratochvili được Christa Deeleman-Reinhold miêu tả năm 1971.